# أوفر ذا إيدج: إن يور هاوس
أوفر ذا إيدج: إن يور هاوس هو عرض مصارعة محترفة من فئة الدفع مقابل المشاهدة وهو العرض الأول من سلسلة عروض أوفر ذا إيدج. تم عرضه في 31 مايو 1998. أقيم العرض في ميلواكي.

## وصلات خارجية
- Official event website